# F.S. Sestrese Calcio 1919
Fratellanza Sportiva Sestrese Calcio 1919 (theo tiếng Anh Fratellanza có nghĩa là Brotherhood) là một câu lạc bộ bóng đá Ý đến từ Sestri Ponente, một vùng ngoại ô của Genova, Liguria. Lần cuối cùng đội tham gia ở Serie B vào năm 1947.

## Màu sắc và huy hiệu
Màu sắc của đội là xanh lá cây và trắng.

## Danh dự
Năm 1991, Sestrese đã giành được Coppa Italia Dilettanti di Eccellenza.
Trong nửa đầu thế kỷ 20, Fratellanza Sportiva cũng có một đội Tamburello, đã giành được danh hiệu quốc gia (" Campione d'Italia ") vào năm 1927, 1928, 1929, 1948 và 1949.

## Cựu huấn luyện viên nổi tiếng
- liên_kết=|viền Dario Bonetti
- liên_kết=|viền Ferenc Hirzer